# Cantó de Cotinhac
El cantó de Cotinhac és un cantó francès del departament de la Var, situat al districte de Brinhòla. Té sis municipis i el cap és Cotinhac.

## Municipis
- Carces
- Correnç
- Cotinhac
- Entrecastèus
- Montfòrt d'Argenç
- Sant Antonin dau Var

## Història
| Data d'elecció                           | Identitat        | Partit                  | Qualitat |
| ---------------------------------------- | ---------------- | ----------------------- | -------- |
| 1964-1976                                | M. Berne         | Divers droite           |          |
| 1976-1988                                | Paul Reboul      | Independent, després PS |          |
| 1988-                                    | Jean-Louis Aléna | PS                      |          |
| les dades anteriors no són pas conegudes |                  |                         |          |
|                                          |                  |                         |          |

| 1962  | 1968  | 1975  | 1982  | 1990  | 1999  | 2006  |
| ----- | ----- | ----- | ----- | ----- | ----- | ----- |
| 4.953 | 5.224 | 5.119 | 5.684 | 6.450 | 7.354 | 8.454 |